# Hùng Vương thứ XVIII
Hùng vương thứ XVIII là một vị vua truyền thuyết của nước Văn Lang trong lịch sử Việt Nam và là vị Hùng vương cuối cùng. Tương truyền Hùng Vương thứ XVIII có hai con rể là Chử Đồng Tử và Sơn Tinh.

## Hai người con rể
Theo truyền thuyết, Hùng Vương thứ 18 có ít nhất ba người con gái là Mỵ nương Tiên Dung, Mỵ nương Ngọc Hoa và Mỵ nương Ngọc Nương.
Mỵ nương cả là Tiên Dung đến tuổi cập kê không chịu lấy chồng. Một hôm thuyền rồng của công chúa đến thăm vùng Chử Xá, nơi có chàng trai Chử Đồng Tử câu cá ngoài bãi. Nghe tiếng chuông trống, đàn sáo lại thấy nghi trượng, người hầu tấp nập, hoảng sợ vội vùi mình vào cát lẩn tránh. Thuyền ghé vào bờ, Tiên Dung dạo chơi rồi sai người quây màn ở bụi lau để tắm, ngờ đâu đúng ngay chỗ của Chử Đồng Tử. Nước xối dần để lộ thân hình Chử Đồng Tử dưới cát. Tiên Dung kinh ngạc bèn hỏi han sự tình, nghĩ ngợi rồi xin được cùng nên duyên vợ chồng.
Vua Hùng nghe chuyện thì giận dữ vô cùng, không cho Tiên Dung về cung. Vợ chồng Chử Đồng Tử mở chợ Hà Thám, đổi chác với dân gian. Chử Đồng Tử trong một lần đi buôn bán xa gặp một đạo sĩ tên Phật Quang, ở lại học phép thuật. Phật Quang tặng Chử Đồng Tử một cây gậy và một chiếc nón lá, dụ rằng đây là vật thần thông. Chử Đồng Tử - Tiên Dung bèn bỏ việc buôn bán, chu du tìm thầy học đạo. Một hôm tối trời, đã mệt mà không có hàng quán ven đường, hai vợ chồng dừng lại cắm gậy úp nón lên trên cùng nghỉ. Bỗng nửa đêm, chỗ đó nổi dậy thành quách, cung vàng điện ngọc sung túc, người hầu lính tráng la liệt. Sáng hôm sau, dân chúng quanh vùng kinh ngạc bèn dâng hương hoa quả ngọt đến xin làm bầy tôi. Từ đấy chỗ đó phồn thịnh, sung túc như một nước riêng. Nghe tin, vua Hùng cho là có ý tạo phản, vội xuất binh đi đánh. Đến nửa đêm bỗng nhiên bão to gió lớn nổi lên, thành trì, cung điện và cả bầy tôi của Tiên Dung-Chử Đồng Tử phút chốc bay lên trời. Chỗ nền đất cũ bỗng sụp xuống thành một cái đầm rất lớn, người dân gọi là đầm Nhất Dạ Trạch (Đầm Một Đêm).
Mỵ nương thứ hai là Ngọc Hoa khi đến tuổi cập kê, vua Hùng bèn mở hội kén rể. Có hai vị thần là Sơn Tinh và Thủy Tinh đến kén rể, đều mang trong mình sức mạnh phi thường. Vua Hùng rất khó xử về việc nên gả con gái cho người nào, nên ông đã ra quyết định ai dâng những lễ vật tới sớm nhất thì sẽ được gả Mỵ Nương. Sính lễ bao gồm một trăm ván cơm nếp, hai trăm nệp bánh chưng, voi chín ngà, gà chín cựa, ngựa chín hồng mao, mỗi thứ một đôi. Vì dưới biển nên Thủy Tinh có ít sản vật như nhà vua nói trên. Chỉ có Sơn Tinh là có thể tìm ra những sản vật nộp nhanh cho nhà vua. Khi Sơn Tinh đã trở thành con rể vua Hùng thì Thủy Tinh đùng đùng nổi giận, bèn sai những quân lính cùng mình đi đánh Sơn Tinh. Một cuộc chiến lớn đã xảy ra giữa hai người. Nhưng Thủy Tinh không thể đánh lại được Sơn Tinh đành rút quân về. Từ đó, Thủy Tinh và Sơn Tinh thường xuyên đánh nhau mỗi năm, gây ngập lụt vùng dân sinh sống. Nhưng lần nào Thủy Tinh cũng thua, đành rút quân về.

## Chiến tranh Hùng-Thục
Vào thế kỷ III TCN, các bộ lạc Âu Việt bắt đầu hình thành nhà nước riêng. Về sau, thủ lĩnh của người Âu Việt là Thục Phán đã tiến hành khuếch trương lãnh thổ về phía nước Văn Lang của người Lạc Việt, gọi là Chiến tranh Hùng-Thục.
Hùng Vương sai con rể là Nguyễn Tuấn (hay Nguyễn Tùng, có thuyết đồng nhất với Sơn Tinh) để chống Thục. Nguyễn Tuấn cùng với hai tướng là Cao Sơn và Quý Minh đã ngăn chặn được nhiều cuộc tấn công của Thục Phán, chặn đứng quân Thục ở ải Nam Sơn. Cuộc chiến lâm vào khó khăn cho đến khi quân đội của nhà Tần (Trung Quốc) do Đồ Thư chủ soái đánh bại người Âu Việt ở phía vùng Lưỡng Quảng của thủ lĩnh Dịch Hu Tống và tiến công vào vùng lãnh thổ của người Âu Việt và Lạc Việt thuộc Việt Nam ngày nay.
Nhưng theo Đại Việt sử ký toàn thư thì cuộc chiến nổ ra do vua Hùng từ chối lời cầu hôn của thủ lĩnh người Âu Việt, dẫn tới việc các thủ lĩnh Âu Việt, trong đó có Thục Phán đem quân đánh Văn Lang.

## Mất nước
Vào cuối thời Hồng Bàng, nhà Tần bắt đầu mở rộng lãnh thổ xuống phía nam, xâm lược các tộc Bách Việt. Nước Văn Lang của tộc Lạc Việt đã liên minh với tộc Âu Việt của Thục Phán để cùng nhau chống Tần. Kết quả là cuộc kháng chiến chống Tần thắng lợi sau 10 năm. Theo giả thuyết phổ biến nhất, sau chiến thắng, Hùng Vương thoái vị, Thục Phán - người có công lao lớn nhất trong cuộc chiến - nối ngôi, thống nhất hai bộ tộc Lạc Việt và Âu Việt thành nước Âu Lạc. Một giả thuyết khác trong Đại Việt sử ký toàn thư là An Dương Vương đánh chiếm Văn Lang, Hùng Vương thấy nước mất bèn tự sát. Tương truyền, An Dương Vương, vì cảm kích khi được nhường ngôi, đã thề rằng sẽ kế tục và thờ tự các vua Hùng, cho thợ dựng cột đá trên núi.